# Navadna peščena kozica
Navadna peščena kozica (znanstveno ime Crangon crangon) je členonožec iz družine peščenih kozic.

## Opis
Navadna peščena kozica povprečno zraste med 30 in 50 mm v dolžino, izjemoma pa lahko doseže tudi do 90 mm. Barva te vrste rakov je svetlo rjavkasta s temnejšimi pegami. Oprsje, ki zavzema skoraj polovico telesa se konča s členastim zadkom, na koncu katerega je pahljačast rep, ki se razširi v tri krpe.
Prehranjuje se z majhnimi morskimi nevretenčarji, pa tudi manjšimi rakci in polžki. Osebki naj bi bili enospolni, obdobje parjenja pa je odvisno od življenjskega okolja. Po oploditvi nosi samica oplojene ikre od 3-4 tedne v poletnem ter okoli 10 tednov v spomladanskem času. Ličinke kozic so planktonske velikosti in se razvijajo v odraslega raka okoli 5 tednov. Po enem do dveh letih raki spolno dozorijo, živijo pa tri leta.
Z navadno peščeno kozico se hrani mnogo vrst rib, ki se jim kozica umika le z begom.

## Razširjenost
Navadna peščena kozica je najpogostejša v južnem delu Severnega morja, Irskem morju, v Sredozemlju z vsemi morji ter v vzhodnem Atlantiku. Zadržuje se v obalnem delu do globine 150 metrov, najraje na peščenem dnu, po čemer je dobila tudi slovensko ime. Ta vrsta rakov je gospodarsko izjemno pomembna, največ kozic pa nalovijo v južnem Severnem morju.